# Çukurova University
Çukurova University (Turkiska:Çukurova Üniversitesi) är ett universitet i den turkiska staden Adana i provinsen Adana. Universitetsområdet ligger cirka 10 kilometer från Adana centrum. Universitetet bildades 1973.
Universitetet, med sina 1903 lärare, erbjuder kurser till över 40.000 grundutbildningar, forskarstuderande och doktorander.
Biblioteket har tillgång till internet och rymmer nationella och internationella publikationer. Datorsalar finns tillgängliga för studerande användning. Dessa datorsalar används också för datorstödd undervisning och vetenskaplig forskning. Universitetet erbjuder också sina studenter fritidsanläggningar, inklusive en inomhus sporthall och simhall, ett båthus och idrottsplatser. Eleverna kan göra det bästa av sin fritid i någon av de 29 studentföreningar. Studenterna på universitetet har möjlighet att göra praktik utomlands genom AIESEC och liknande organisationer.